# Rafał Grotowski
Rafał Grotowski (ur. 18 września 1973 w Gnieźnie) – polski hokeista na trawie, olimpijczyk, wielokrotny mistrz Polski.
Syn Henryka (hokeisty, olimpijczyka z Monachium 1972) i Grażyny z Kabacińskich, uzyskał przygotowanie zawodowe jako technik elektromonter. Od 1991 zawodnik Pocztowca Poznań; w barwach tego klubu zdobył trzy tytuły mistrza Polski na boiskach otwartych (1991, 1995, 1998), pięć tytułów mistrza Polski w hali (1994, 1995, 1996, 1998, 1999), brązowe medale klubowego Pucharu Europy Mistrzów Krajowych na otwartych boiskach (1999) i w hali (1998), medal srebrny halowego Pucharu Europy Mistrzów Krajowych (2001). Jako najskuteczniejszy strzelec ligi polskiej został uhonorowany "Złotą laską" w 1995 i 2001.
W latach 1991–2002 wystąpił w 191 meczach reprezentacji narodowej. Gra w ataku, wyróżniając się techniką i skutecznością - strzelił 83 bramki. Uczestniczył w wielkich imprezach hokejowych - mistrzostwach Europy (1995, 1999), mistrzostwach świata (1998, 2002), igrzyskach olimpijskich (Sydney 2000, 12. miejsce). Strzelił dwie bramki w turnieju olimpijskim.  Od 2009 jest trenerem i zawodnikiem drużyny seniorów z  sekcji hokejowej Stelli Gniezno. Laureat nagrody Człowiek Roku Mediów Lokalnych 2011.
W roku 1999 i 2006 roku wywalczył srebrny medal halowych mistrzostw Europy seniorów, a w roku 2001 na mistrzostwach w Lucernie wywalczył brązowy medal.
Wywalczył srebrny medal podczas halowych mistrzostwa świata w 2003 roku w Lipsku.
Żonaty (Beata z domu Sporna), ma córkę Agatę i syna Adama.